# Eduard von Steiger
Eduard von Steiger (Langnau im Emmental, 2 de julio de 1881 – Berna, 10 de febrero de 1962) fue un político suizo, miembro del Partido de los Agricultores, Comerciantes e Independientes (BGB/PAI), que actualmente es la Unión Democrática de Centro (SVP/UDC).
El 10 de diciembre de 1940 fue elegido miembro del Consejo Federal, en el que permaneció hasta el 31 de diciembre de 1951. Durante su mandato dirigió el  Departamento de Justicia y Policía. Fue Presidente de la Confederación en 1945 y 1951.

## Biografía

### Familia y estudios
Hijo de un ingeniero, Von Steiger nació en 1881 en Langnau im Emmental, en el seno de una antigua familia patricia bernesa. Estudió Derecho en las universidades de Ginebra, Leipzig y Berna. Durante sus estudios universitarios formó parte de la Asociación Suiza de Estudiantes Zofingia.
Tras finalizar sus estudios, en 1909 abrió un despacho de abogados en Berna.

### Carrera política local
En 1914 fue elegido miembro del Consejo Municipal de Berna, donde permaneció hasta 1917. De 1921 a 1939, fue miembro del Consejo de la Comunidad Burguesa de Berna. Paralelamente a sus mandatos en la ciudad de Berna, de 1914 a 1939 fue miembro del Gran Consejo del Cantón de Berna, donde presidió la Comisión de Economía Pública (1919-1934), la Comisión de Justicia (1922-1926), el grupo parlamentario del BGB/PAI (1930-1939) y el propio Gran Consejo (1939). De 1939 a 1940 fue brevemente miembro del Consejo Ejecutivo del Cantón de Berna, donde dirigió el Departamento de Asuntos Económicos.

### Carrera política federal

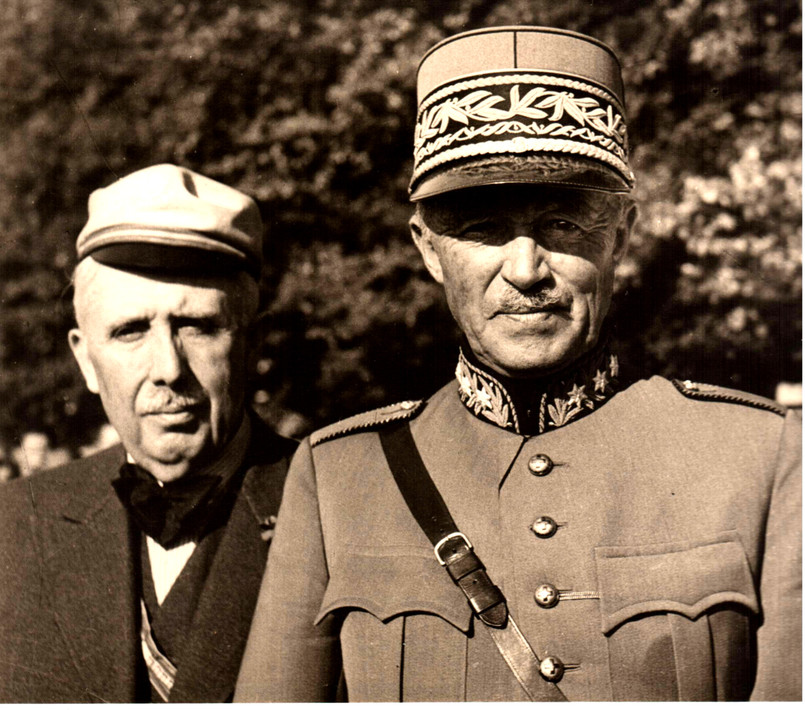
Eduard von Steiger (detrás) con el general Henri Guisan en la Fiesta Central de Zofingia (1945).

En 1940 fue elegido miembro del Consejo Federal con 130 votos favorables de un total de 226 votos emitidos, mientras que el candidato preferido de la sección bernesa de su partido, Markus Feldmann, sólo obtuvo 12 votos. Hubo rumores de que Alemania podría haber influido en su elección, pero nunca llegaron a ser confirmados.
Dentro del gobierno, asumió la dirección del Departamento Federal de Justicia y Policía.
Fue Presidente de la Confederación en 1945 y 1951, y el final de su segundo mandato como presidente también fue el de su mandato en el Consejo Federal.

### Papel durante la Segunda Guerra Mundial
Como jefe del Departamento Federal de Justicia y Policía, fue responsable de la protección del Estado y de la restrictiva política de asilo aplicada por Suiza durante la Segunda Guerra Mundial.
El 13 de agosto de 1942, su departamento decretó el cierre total de las fronteras para los refugiados judíos, decisión que provocó resistencias y protestas populares. Los historiadores le atribuyen la autoría de la metáfora «El barco está lleno», que tiene su origen en un discurso pronunciado el 30 de agosto de 1942 en unas jornadas de la organización juvenil reformada Junge Kirche celebradas en Zúrich-Oerlikon, en el que trató de justificar su política restrictiva en materia de refugiados comparando a Suiza con un «pequeño bote salvavidas» en medio del mar embravecido, en el que hay poco espacio y cuyas condiciones de vida son insuficientes para acoger a más personas.
Incluso después de 1942, su departamento se negó a conceder a los judíos el estatus de refugiados políticos e incluso endureció los criterios de acogida.